# Municipio de Leroy (Misuri)
El municipio de Leroy (en inglés: Leroy Township) es un municipio ubicado en el condado de Barton en el estado estadounidense de Misuri. En el año 2010 tenía una población de 223 habitantes y una densidad poblacional de 2,14 personas por km².

## Geografía
El municipio de Leroy se encuentra ubicado en las coordenadas 37°36′9″N 94°33′23″O / 37.60250, -94.55639. Según la Oficina del Censo de los Estados Unidos, el municipio tiene una superficie total de 104.45 km², de la cual 103,44 km² corresponden a tierra firme y (0.96 %) 1 km² es agua.

## Demografía
Según el censo de 2010, había 223 personas residiendo en el municipio de Leroy. La densidad de población era de 2,14 hab./km². De los 223 habitantes, el municipio de Leroy estaba compuesto por el 95,96 % blancos, el 1,35 % eran amerindios y el 2,69 % eran de una mezcla de razas. Del total de la población el 0 % eran hispanos o latinos de cualquier raza.